# Élena Cagrinú
Élena Cagrinú (görögül: Ελένη Τσαγκρινού) (1994. november 11. –) görög énekesnő, színész és műsorvezető. Ő képviseli Ciprust a 2021-es Eurovíziós Dalfesztiválon, Rotterdamban, az El Diablo című dallal.

## Magánélete
Élena Athénban született 1994-ben, és azóta is ott él. Már kiskora óta érdeklődött zene iránt, középiskolás tanulmányait zene tagozaton végezte el. Van egy négy évvel fiatalabb húga, Villy. 2017 óta párkapcsolatban él egy görög rapperrel Mike-kal.

## Zenei karrierje
2009-ben részt vett a Got Talent görög változatában. 2013-ban csatlakozott az OtherView nevű görög együtteshez. 2016 és 2017 között a The Voice görög változatának volt a Backstage műsorvezetője. 2018-ban, öt év együttműködés után távozott az együttesétől és szólókarrierbe kezdett. Július 1-jén adta ki első saját dalát Pame Ap' Tin Arhi címmel, amely később angol verzióként is megjelent Summer Romance címmel.
2020. november 25-én vált hivatalossá, hogy a Ciprusi Műsorszolgáltató Társaság őt választotta ki az ország képviseletére a következő Eurovíziós Dalfesztiválon. Az El Diablo című versenydalát 2021 márciusában mutatták be.

## Diszkográfia

### Kislemezek
- Pame Ap' Tin Arhi (2018)
- Summer Love (2018)
- Paredisos (2018)
- Logia (2019)
- Amore (2020)
- El Diablo (2021)

### Közreműködések
- Tasi Me Lemoni (2019, Dakis)
- San Lava (2019, Oge)
- Para Me Agkalia (2020, Mike)